# GI Возничего
GI Возничего (лат. GI Aurigae) — двойная затменная переменная звезда типа Алголя (EA:) в созвездии Возничего на расстоянии приблизительно 2132 световых лет (около 654 парсеков) от Солнца. Видимая звёздная величина звезды — от +11,9m до +11,45m. Орбитальный период — около 1,2079 суток.

## Характеристики
Первый компонент — жёлто-белая звезда спектрального класса F0 или F2. Радиус — около 3,62 солнечных, светимость — около 10,467 солнечных. Эффективная температура — около 5457 К.